# Cantonul Les Planches-en-Montagne
Cantonul Les Planches-en-Montagne este un canton din arondismentul Lons-le-Saunier, departamentul Jura, regiunea Franche-Comté, Franța.

## Comune
- Bief-des-Maisons
- Les Chalesmes
- Chaux-des-Crotenay
- Crans
- Entre-deux-Monts
- Foncine-le-Bas
- Foncine-le-Haut
- Les Planches-en-Montagne (reședință)